# Junonia lemonias
Junonia lemonias é uma borboleta ninfalídea comum encontrado na Ásia Meridional. É encontrada em jardins, pousio de terras, e áreas abertas de arborização.